# 主に泣いてます
『主に泣いてます』（おもにないてます）は、東村アキコによる日本の漫画作品。講談社『モーニング』で2010年14号より2013年4・5合併号まで連載された。2012年7月よりテレビドラマ化。「主に泣いています」は誤りである。
絶世の美貌を持つがゆえに薄幸な人生を送っている女性・泉と関わる人々の騒動を描いたシュールなラブコメディ。東京都墨田区向島を舞台にしている。

## あらすじ
とある有名画家のモデル兼愛人である紺野泉は自他ともに認める絶世の美女であるが、他人の人生を狂わすほどの美貌ゆえに薄幸の人生を送ってきた。そんな彼女の望みは「ただ好きな人のそばにいること」。世間から身を隠すように慎ましく生きる彼女と、そんな彼女に魅せられた人々の物語。

## 主な登場人物
紺野 泉（こんの いずみ）
本作の主人公（ヒロイン）。日本を代表する有名画家・青山仁の愛人兼モデル。身長168cm、スリーサイズはB90・W60・H90。願いは「好きな人の傍にいること」。妻帯者である仁に恋心を抱き、いつか一緒になる日を一途に願っている。
彼女を見た男性は皆一目惚れしてしまうほどの有り余る美貌を持つ。しかしながら真性の天然でナルシシズムが無く、控えめかつ繊細な性格のため、世渡りや人付き合いが苦手。惚れられた男からストーキングされ、逃亡するため頻繁に夜逃げをしたり、彼女を巡って男性同士がいざこざを起こす事件が何度も起きてしまうなど、不幸な人生を送っている。
男性には出会った瞬間に惚れられ、女性からは妬まれるため、まともに働く事ができずほぼ無職。仁が講師として絵画教室を開くアトリエ「Atelier jin」の絵画モデルをしているが、教室に通う生徒が少なく、彼女に支払われる給料は無いに等しい。また、仁が彼女をモデルに描いた絵画『「Iの肖像」シリーズ』での収入は仁の妻が管理しているため、愛人の泉には入ってこない。そのため、教室の生徒であり実家が裕福な中学生のつねの世話になっている。
街行く人や講師である啓介に惚れられないように珍奇なコスプレをする、あるいはつねにさせられる。ある時、素顔を見られ例のごとくストーカー化した男性の目を覚ますため「モテない女・ヤバい女」の象徴だった泰葉の『フライディ・チャイナタウン』のモノマネをするが、曲の魅力さも相まって効果は無かった。自身の人生を悲観しており「非モテ人生」を望んでいる。
実家は旅館を経営。 かつて泉の妹(名前は「のぞみ」)の結婚式で新郎に惚れられてしまい、結婚が破談になったため立腹した妹から「お姉ちゃんなんかいなくなればいのに」と言われてしまったことが深いトラウマになり、実家とは絶縁状態となっている。妹の幸せを壊してしまったことが原因となり海岸で自殺をしようとした所、偶然通りかかった仁と出会い、彼に心底惚れてしまっている。
赤松 啓介（あかまつ けいすけ）
東京美術大学に通う、クセっ毛に眼鏡をかけた男子生徒。4年生。
同大学の教授である仁の授業の単位補充のため、仁が日本国外に出かける1ヶ月だけ講師を頼まれ「Atelier jin」にやってくる。教室内では水木しげるの漫画のキャラクターのコスプレなどをする泉や、真剣に絵を描こうとしないつねを相手に真面目に授業をしようと四苦八苦しているが、押しの弱い性格のため落単の危機にある。
泉の美貌を意識しつつも教室運営を優先させるだけの節度は持ち合わせており、尚且つ教授の愛人である彼女には決して惚れないことを確たるものにするためゲイだと嘘を吐いてしまうが、つねと泉は完璧に信じ切っているため引っ込みがつかない状態にある。
緑川 つね（みどりかわ つね）
美大受験に向けて「Atelier jin」での絵画教室に通う、黒髪でおかっぱの女子中学生。一人称は「オレ」。
気が強く押しの強い立ち振る舞いで、歳不相応なほどに他人や社会を醒めた目で見ている。本人は真面目に授業を受ける気があると言っているが、一方で泉にコスプレさせる事や、啓介をからかう事を楽しんでいる節がある。
教室の大事なモデルである泉がトラブルに巻き込まれないように、事件の後始末や夜逃げの手筈を整えたり、コスプレ・変装用具を用意したりと何かとサポートをしている。また、向島で一番大きい料亭「美登里（みどり）」の一人娘であり、貧乏な泉を金銭面、食糧面でも支援している（いわゆるタニマチ）。
成績優秀にして空手有段者。年齢に似合わず雑学やサブカル、1980年代の芸能ネタなどに詳しく（泰葉、岡田あーみんなど）、トキとパロディネタの寸劇などを繰り広げる時もある。
青山 仁（あおやま じん）
日本を代表する人気画家であり、東京美大の教授。泉をモデルとした絵画『「Iの肖像」シリーズ』の作者。
妻帯者でありながら泉を愛人にしたり、他の女性に声を掛けることを趣味にしている真性のプレイボーイ。自身のせいで女性同士にトラブルが生じても、本人は無頓着な様子。極めて無神経でマイペースな性格の持ち主。
妻とは基本的に不仲。一時的に妻とイタリアに滞在したが、間もなくひとりで先に帰国した。
小桃 宣親（こもも のぶちか）
つねのクラスメイトで、彼女の学校での唯一の友人。泉とも顔見知りの仲。なお、作中では「こもも」と平仮名表記。
坊主頭で、いつも学ランを着たオカマキャラ。啓介がゲイだと思い込んだつねが2人を会わせたが、そこで啓介に好意を持った様子。その後、つねの勧めで、仁の（啓介の）絵画教室に入る。啓介から「西郷どん」と呼ばれて傷ついたことがある。
トキ
泉の住むアパートの大家の老婆。昔は料亭「美登里」に勤めていた。普段は「トキばあ」と呼ばれる。
つね曰く、向島一ツッコミが鋭い。主につねのかます“ボケ”に素早くツッコみ、またノリツッコミも得意。つねとは気心知れた間柄で、寸劇を演じる時もある。泉が夜逃げする際には、トキの友人を利用した空き部屋探し＝「ばばあネットワーク」が頼りになっている。
柳さん（やなさん）
向島の寿司屋「柳寿司」の若大将で、両親と営んでいる。泉に惚れている。
かつて泉が柳寿司でパートタイムで働いていた際、彼女への気持ちが昂りすぎて包丁で自分の額を切りつけたため、おびえた泉に逃げられた。それ以来、プロポーズしようと泉を探している。住んでいたアパートの場所を偶然彼に知られた泉は、夜逃げを余儀なくされた。以前店に来たヤクザと喧嘩した時に頭を殴られたせいでややバカになってしまい、明らかに不自然な泉の変装に騙されたり、ギャグとしか思えないつねの策にもまんまと乗せられて、結局素顔の泉とは会えずにいる。

## 書誌情報
- 東村アキコ『主に泣いてます』講談社〈モーニングKC〉全10巻[3]
- サブタイトルが嵐の楽曲に由来している。もじったり、そのまま使用していたりする。
  1. 2010年8月23日発売、ISBN 978-4-06-372933-7
  2. 2010年12月22日発売、ISBN 978-4-06-372967-2
  3. 2011年2月23日発売、ISBN 978-4-06-372978-8
  4. 2011年6月23日発売、ISBN 978-4-06-387009-1
  5. 2011年11月22日発売、ISBN 978-4-06-387050-3
  6. 2012年3月23日発売、ISBN 978-4-06-387091-6
  7. 2012年6月22日発売、ISBN 978-4-06-387130-2
  8. 2012年9月21日発売、ISBN 978-4-06-387151-7
  9. 2013年1月23日発売、ISBN 978-4-06-387182-1
  10. 2013年3月22日発売、ISBN 978-4-06-387202-6

## テレビドラマ
2012年7月7日から9月8日まで、毎週土曜日23:10 - 23:55（JST）の土ドラ枠（フジテレビ系列）にて放送された。主演は菜々緒。なお、菜々緒は本作が連続ドラマ初主演となる。
ドラマではタイトル表示が番組本編の終わりまで出てこない。

### 放送・配信
7月21日は、FNS27時間テレビ 笑っていいとも! 真夏の超団結特大号!! 徹夜でがんばっちゃってもいいかな?放送のため、8月4日はロンドンオリンピック中継など編成の都合上休止。8月11日は当初は定時での放送予定とされたが、ロンドン五輪・女子バレーボール3位決定戦・日本対韓国戦中継の延長により23:40-（12日）0:25に30分延期された。
また、FODにより有料で見逃し配信されている。

### ストーリー
岸壁で自殺を図ろうとしていた紺野泉は、写生旅行で諸国を回っていた青山仁に優しい言葉を掛けられ命を救われる。それから、仁を深く愛するようになる。

### キャスト

#### 主要人物
紺野 泉
演 - 菜々緒
仁の愛人兼モデル。
多くの男性を狂気じみた愛に走らせてしまうほど、とても美しい容姿をしている。その美しさ故に、男性が犯罪者に落ちてしまうのでまともに就職も出来ず、「Atelier jin」でデッサンモデルとして稼いだ僅かなお金で生活している。生まれ変わったら、明るい性格をしたブサイクな女性になりたいと思っている。
劇中で泉は男性に惚れられないようコスプレをして美しい容姿を隠している。
赤松 啓介
演 - 中丸雄一（KAT-TUN）
東京美術大学油絵科生徒。
デッサン旅行へ出掛ける仁に「Atelier jin」の講師を頼まれ、単位取得のため、仕方なく引き受ける。泉の周りで起きている変な出来事に巻き込まれていく。
泉をモデルにした作品で第75回全国絵画展覧会新人賞を受賞した。
緑川 つね
演 - 草刈麻有
料亭「美登里」の一人娘。「Atelier jin」に通う唯一の生徒。
泉が困っている状況を把握し、ボディガードや食料の調達、男性に惚れられないためのコスプレを用意している。
「ツンデレ」な性格で、話し方は早口で暴力的な一面がある。

#### その他
トキばあ / TOKIX
演 - 高泉淳子
泉が変な男性に付きまとわれないように助言したり、逃げ道を作るなど協力している。
小桃 宣親
演 - 加藤諒
つねの親友。少女の心を持った男の子で、趣味はお菓子作り。
「ゲイ」だと公言する絵画講師・赤松をつねに紹介してもらい、一目見ただけで彼のことが好きになり、2人目の「Atelier jin」の生徒として通うようになる。
見た目は西郷隆盛似で、いつも学ラン。トキばあのボケに乗っかる。
駒子
演 - 青山倫子
向島の芸者。仁の元愛人。
泉にデッサンモデルの座を奪われた嫉妬から、コストコで購入したパイを岡持ちに入れて持ち歩き、泉をつけ狙うようになる。
木藤 孝太郎
演 - 渡辺邦斗
東京美術大学油絵科生徒。赤松の同級生。
勅使河原 耕三
演 - 坪倉由幸（我が家）
警視庁東向島警察署向島交番巡査。
巷で「血の3日間」と恐れられている事件を追っている。
カトレアママ
演 - 田島令子
純喫茶「カトレア」のママ。
アイドル・無敵ソラまさやの熱狂的なファン。喫茶店では健康志向の高い飲食物を提供している。副職としてマルチ商法に似た方法で浄水機を売っている。
青山 由紀子
演 - 安達祐実
仁の妻。美術大学学長の娘。通称：ゆっこ。
外で愛人を作る仁にショックを受け、夫ではなく愛人の泉に感情をぶつける。思い込みや感情の起伏が激しい性格で、妄想癖がある。激昂すると言葉遣いが荒くなり、色々な方言を話し、相手を怒鳴り散らす。仁さんには結局一番愛されており、自由にお金を使わせ、お金の管理まで任せている。いくら泉が仁さんを思っても結局は敵わない相手。
青山 仁
演 - 風間トオル
東京美術大学教授。プレイボーイな性格の持ち主。
泉を描いた絵画「Iの肖像」シリーズが売れ、名前が知られるようになる。版権は妻が管理しているので、愛人である泉には一切お金が入らない。

#### ゲスト
- 第1話
  - 面接官男 - 本間剛
  - 引きこもり男 - ひぐち君（髭男爵）
  - 宅配男 - 大沼遼平
- 第2話
  - セダン男 / 横川 - 堀内正美
  - 軽自動車男 / 春田 学 - 小林高鹿
  - 美女 - 松本若菜
  - ブス女 - 山田あさこ
- 第3話
  - くちもと / 紺野 のぞみ - 田辺愛美（第7 - 最終話）
  - ロザンナ - YULIA KOZYRITKAYA（第6話）
- 第4話
  - 無敵ソラまさや - ダイアモンド✡ユカイ
  - 客 - ト字たかお
  - 客 - 永島和明
  - さぶ - 北村友彦
  - MG - 森桃子
- 第4 - 5話
  - 柳さん - 渋川清彦（最終話）
  - 大将 - モト冬樹
  - 女将 - 松本じゅん
- 第6話
  - 審査員 - 佐藤誓
  - 司会者 - 田中允貴
- 第7話
  - 大森先生 / 大森 誠育 - 菊池均也
  - 吟遊詩人 / 悟史 - ナオト・インティライミ（最終話）
  - ゆき姐（写真） - 兵藤ゆき
  - 小川君 - 永野宗典（ヨーロッパ企画）
  - 「愛に恋」のママ - 段丈てつを
  - 画商 - 山口河童
  - イケメン生徒 - ダレアレ悟
  - ヤンキー男 - 篠原正明
  - 泉の父 - 斉木しげる
- 最終話
  - やすこ - 團遥香
  - 看護師 - 米澤史織
  - クラウディア - CLE'MENTINE KA

### スタッフ
- 原作 - 東村アキコ『主に泣いてます』（講談社 / 『モーニング』連載）
- 脚本 - 野木亜紀子、宇山佳佑
- 演出 - 葉山裕記、宮木正悟
- 演出補 - 田中健一、相沢秀幸、宮脇亮、藤井琢也、水戸祐介
- 音楽 - 白石めぐみ
- 撮影 - 髙梨逸行
- VTR編集 - 森田淳
- 音響効果 - 今野康之
- 絵画制作 - 髙橋敬
- 写真 - 福富達弘、得本公一
- デッサン協力 / 取材協力 - 平俊介
- プロデュース - 大木綾子
- ラインプロデュース - 榊原妙子
- プロデュース補 - 新澤彰子
- 制作著作 - フジテレビ

### 主題歌
- ナオト・インティライミ「ナイテタッテ」（ユニバーサルシグマ）

### 放送日程
| 各話                                                       | 放送日  | サブタイトル                   | 脚本       | 演出     | 泉のコスプレ                                                                                  | 視聴率 |
| ---------------------------------------------------------- | ------- | ------------------------------ | ---------- | -------- | --------------------------------------------------------------------------------------------- | ------ |
| 第1話                                                      | 7月07日 | 生まれ変わったらブスになりたい | 野木亜紀子 | 葉山裕記 | 子泣き爺 / ねずみ男（ゲゲゲの鬼太郎） 出っ歯の三等兵 （水木しげる作品に登場するキャラクター） | 6.6%   |
| 第2話                                                      | 7月14日 | コスプレ起源!ブス門前払い      | 野木亜紀子 | 葉山裕記 | マーク・クルーン （元読売ジャイアンツ選手 / 背番号：42番） どじょうすくい（宴会余興衣装）     | 6.6%   |
| 第3話                                                      | 7月28日 | 仁義なき戦い女篇               | 野木亜紀子 | 宮木正悟 | ねずみ男（ゲゲゲの鬼太郎）                                                                    | 2.2%   |
| 第4話                                                      | 8月11日 | 切なすぎて                     | 宇山佳佑   | 葉山裕記 | ねずみ男（ゲゲゲの鬼太郎）                                                                    | 5.0%   |
| 第5話                                                      | 8月18日 | 僕のものになって               | 宇山佳佑   | 宮木正悟 | ---                                                                                           | 6.0%   |
| 第6話                                                      | 8月25日 | 涙が止まらない…                | 宇山佳佑   | 宮木正悟 | 毒キノコ、中学生男子（詰襟学生服）                                                            | 3.8%   |
| 第7話                                                      | 9月01日 | あなたを奪われて               | 野木亜紀子 | 葉山裕記 | 稲川淳二怪談トーク（扮装）                                                                    | 6.6%   |
| 最終話                                                     | 9月08日 | ナイテタッテ                   | 野木亜紀子 | 葉山裕記 | ヤンママ                                                                                      | 5.2%   |
| 平均視聴率 5.3% （視聴率は関東地区・ビデオリサーチ社調べ） |         |                                |            |          |                                                                                               |        |

| フジテレビ 土ドラ                                 | フジテレビ 土ドラ                      | フジテレビ 土ドラ                   |
| 前番組                                            | 番組名                                 | 次番組                              |
| ------------------------------------------------- | -------------------------------------- | ----------------------------------- |
| 未来日記-ANOTHER:WORLD- （2012.4.21 - 2012.6.30） | 主に泣いてます （2012.7.7 - 2012.9.8） | 高校入試 （2012.10.6 - 2012.12.29） |

## ムービーコミック
2012年9月1日よりBeeマンガで漫画に1コマずつ効果音などをつけて撮影し声優が声をあてる動画が全12話放送された。全27話。

### キャスト（ムービーコミック）
紺野泉：山本綾
赤松啓介：逢坂良太
緑川つね：五十嵐裕美
青山仁：石田大祐
小桃宣親：茂木たかまさ
トキばあ：萩乃水城
青山由紀子：笹本菜津枝
柳さん：木島隆一
駒子：加隈亜衣
カトレアのママ：紗上唄菜

### 主題歌（ムービーコミック）
- U-KISS『One of You』